# وباء الكوليرا الخامس

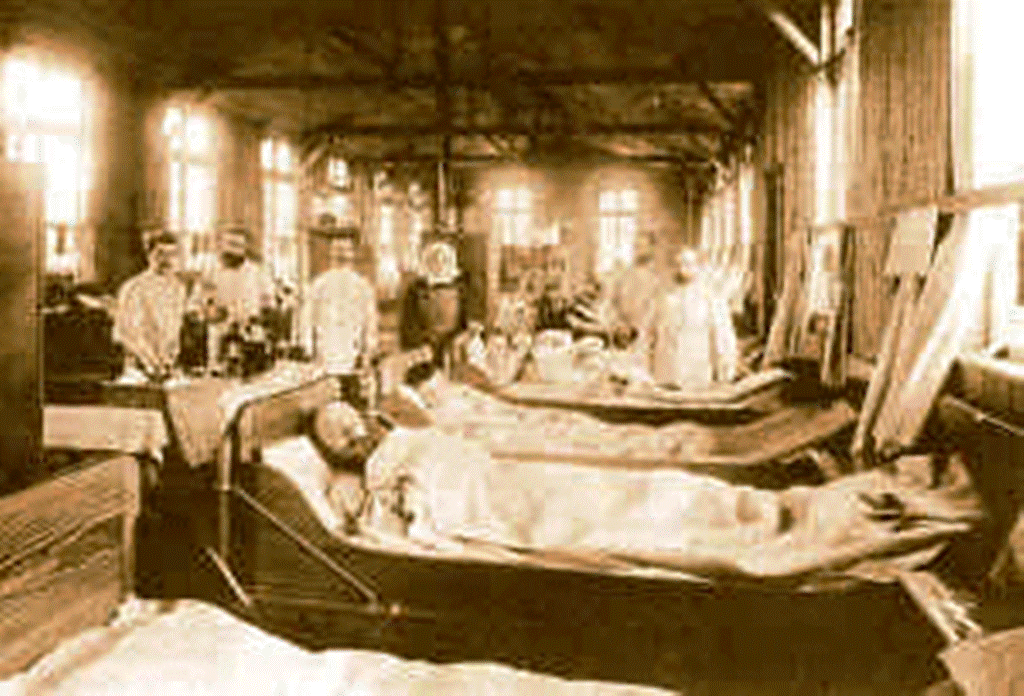
جناح إحدى مستشفيات هامبورج، ألمانيا خلال فترة تفشي وباء الكوليرا عام 1892.

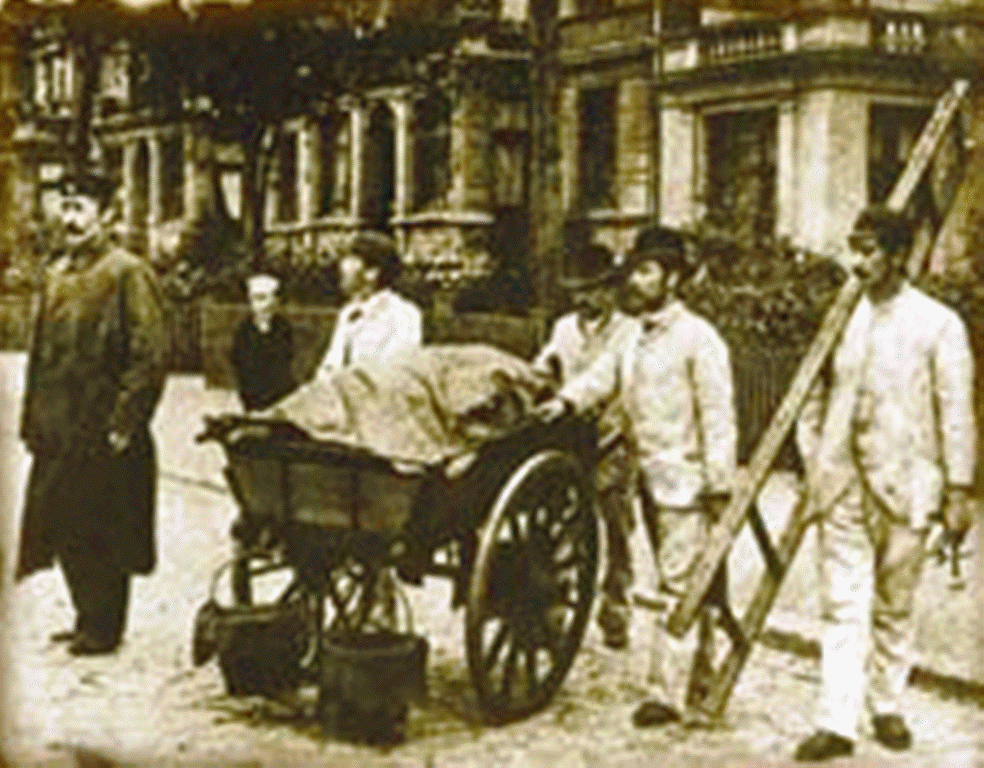
فريق التطهير في هامبورج، ألمانيا خلال فترة تفشي وباء الكوليرا عام 1892.

حدث وباء الكوليرا الخامس في الفترة من 1881-1966 خلال في القرن التاسع عشر ولقد كانت بدايته من الهند. انتشرت في جميع أنحاء آسيا وأفريقيا، ووصل لبعض أجزاء فرنسا وألمانيا وروسيا وأمريكا الجنوبية. في عام 1892 تفشي الوباء في هامبورغ، ألمانيا وتعتبر الدولة الأوروبية الوحيدة التي تفشي بها الوباء بشكل كبير ولقد توفي حوالي 8600 شخص في تلك المدينة. على الرغم من أن العديد من السكان كانوا يحملون حكومة المدينة المسؤولية عن وقوع الوباء، إلا أنها استمرت دون تغيير سياساتها. كان هذا آخر تفشي أوروبي خطير للكوليرا في هذا القرن.
البابا ليون الثالث عشر أذن ببناء نزل داخل الفاتيكان للسكان المتضررين من الأحياء الرومانية القريبة. في عام 1996 تم هدم هذا المبنى لإفساح الطريق لبناء بيت القديسة مرثا.